# إن إتش إل 16
إن إتش إل 16 (بالإنجليزية: NHL 16)‏ هي لعبة فيديو محاكاة هوكي الجليد، تم تطويرها من شركة إي أيه فانكوفر ونشرها من قبل إي أيه سبورتس وإصدارها في سبتمبر 2015، وهي الإصدار ال25 لسلسلة ألعاب إن إتش إل، تم طرحها لأجهزة بلاي ستيشن 4 وإكس بوكس ون بنسخ منفصلة عن بلاي ستيشن 3 وإكس بوكس 360.